# Martina Zubčić
Martina Zubčić, née 3 juin 1989 à Zagreb est une taekwondoïste croate. Elle a obtenu la médaille de bronze lors des Jeux olympiques d'été de 2008 dans la catégorie des moins de 57 kg.
Zubčić a également été championne d'Europe en 2005 en moins de 55 kg.